# La Famille Bellelli
La Famille Bellelli est un tableau peint par Edgar Degas, commencé en 1858 et terminé en 1869. Il représente les membres de la famille Bellelli, qui sont liés à la famille de Gas. 
Le tableau fait partie des collections du musée d'Orsay.

## Historique
Ce tableau de grande taille est commencé en 1858 par Edgar Degas durant ses années de formation, à la suite d'un séjour que le peintre passe à Florence chez sa tante Laure Bellelli. On y voit à gauche le portrait de cette tante, Laure Bellelli, sœur du père de l'artiste, avec ses filles Giovanna et Giulia, et à droite Gennaro Bellelli, oncle par alliance de l'artiste. La composition est très structurée mais ce tableau est surtout le portrait d'une mésentente au sein d'un couple « entre le papier peint à fleurs, la cheminée en pierre et le carcan des conventions familiales bourgeoises », une mésentente dont le peintre a été le témoin pendant plusieurs semaines.  Cette mésentente est confirmée par les correspondances privées. L'œuvre est exposée au Salon de 1867.

## Provenance
La toile est propriété de l'artiste, jusqu'en 1913, année où l'œuvre est déposée dans la galerie de Durand-Ruel. À la mort du peintre en 1917, le tableau est acquis par l'État français via le musée du Luxembourg pour une somme de 300 000 francs, avec l'aide de la famille du peintre qui en réduit le prix, et de mécènes, dont le comte et la comtesse de Fels. Le tableau passe au musée du Louvre en 1929, en 1947 il est transféré au musée du Jeu de Paume. Il est accroché au musée d'Orsay depuis 1986.

## L'oeuvre, reflet de l'ambiance familiale
Le Portrait de la famille Bellelli est une œuvre emblématique du peintre français Edgar Degas, célèbre membre du mouvement impressionniste. Emblématique car il travaille sur ce tableau près d'une dizaine d'années afin d'en faire son chef-d'œuvre. 
Cette toile illustre à la fois une famille bourgeoise du XIXe siècle et à la fois un conflit familiale. Quasiment aucun regard n'est échangé entre les membres de la famille : chacun regarde dans une direction bien distincte. Seul le père, G. Bellelli, semble porter ses yeux sur sa fille aînée. En effet, chaque personnage est un état mental distinct. 
- La mère, L.Bellelli, se tient debout à droite du tableau, en retrait derrière ses filles. Le chignon bien serré et vêtue de noire, son regard semble se perdre dans la partie gauche de la toile. Comme absorbée par une triste pensée : elle porte le deuil de son père décédé dont on voit le portrait dessiné encadré et accroché sur le mur derrière elle. Sa posture se détache des autres personnes figurées sur l'oeuvre : elle est physiquement présente mais son esprit est ailleurs.
- L’aînée de la famille se tient aux côtés de sa mère. Tel un parallèle, elle marche dans les pas de sa mère : sa posture, les lignes et la couleur de sa robe poursuit celles de sa mère, renforçant le lien qui les unit. Droite et bonne élève, son portrait en pied présente une petite fille sage et calme dans les normes de bonne conduite de la classe bourgeoise. Les mains croisées, dans une posture adroite, elle regarde le spectateur.
- Assise se tient la cadette de la famille. En totale opposition à sa sœur, elle occupe la place centrale de l’œuvre. Face au spectateur, sa posture insinue qu'elle s’ennuie. Son regard est porté vers l'extérieur et elle n'est pas "convenablement" assise sur sa chaise, comme si elle voulait s'en aller au plus vite de cette salle. Peut-être veut-elle suivre le chat qui sort de la pièce. Ce dernier crée d'ailleurs un troncage narratif de la toile puisqu'on ne voit pas sa tête : c'est le seul qui est en mouvement dans ce portrait.
- Le père G. Bellelli quant à lui, a subi un traitement spécial. En effet, n'étant pas présent[6] lors des séances de poses des membres de la famille car en exil pour raison politique, il est représenté dans son coin, seul à la droite du tableau. Face à la cheminée et assis dans un large fauteuil bleu foncé, il semble confiné dans un petit espace de la pièce et de la toile. Cette petite place souligne son absence au sein de la famille.

Dans cette toile, tout y est froid. E.Degas met l'accent par le traitement de chacun des personnages illustrés, sur leur propre solitude. A part un timide geste maternel de la main de Laure Bellelli sur l'épaule de sa fille, aucun des membres ne se touchent. Chacun est dans ses propres pensées. 
Degas adopte une approche caractéristique de l'impressionnisme dans son œuvre La famille Bellelli. Avec une utilisation habile de la lumière et de la couleur pour capturer l'instantanéité et l'atmosphère de la scène, il accentue les couleurs complémentaires du bleu et du jaune présent un peu partout dans la pièce (le jaune au sol, dans les moulures, le cadre et le bleu en papier peint, les coussins sur les chaises et la cheminée). 
De plus, le XIXe siècle marque des améliorations notables dans le domaine de la photographie, domaine qui se démocratise par la suite. Degas lui-même était un grand amateur de photographie, et cela se reflète dans son travail. Dans cette toile, on peut remarquer une certaine influence photographique dans la composition et le cadrage de la scène, ainsi que dans la manière dont les personnages sont disposés dans l'espace.